# Lewis og Clark-ekspeditionen
Lewis og Clark-ekspeditionen fandt sted fra 1804-06. Det var kaptajn Meriwether Lewis og sekondløjtnant William Clark, der som anførere for en ekspedition fik til opgave at opdage og kortlægge det vestlige USA samt at finde en søvej til Stillehavet. Det var USA's daværende præsident, Thomas Jefferson, som pålagde dem opgaven.
På turen måtte ekspeditionens deltagere sejle ad farlige floder og vandre gennem uvejsomme bjergpas. Også dyrelivet blev et problem for dem. Flere gange blev de jaget op i træer af gråbjørne, og de blev konstant plaget af myg. Clark skrev i sin dagbog i juli 1806 følgende:
"Myggene er meget generende – selv min hund hyler som følge af plagen. Der er så mange af dem, at man undertiden får dem ned i halsen bare ved at trække vejret."
Mange hjalp ekspeditionen undervejs, især de indfødte indianere. En sekstenårig pige fra shoshonestammen, Sacagawea, fulgte Lewis og Clark det meste af vejen som den eneste kvinde i følget. I tolvårsalderen var hun blevet taget til fange af hidatsa-indianere, der havde solgte hende til den fransk-kanadiske fangstmand Toussaint Charbonneau, der gjorde hende til en af sine koner. I februar 1805 fik Sacagawea en søn, Jean Baptiste, og tog den nyfødte med på færden. Sammen tjente de som et fredssymbol; en gruppe, der medbringer mor og barn, virker mindre truende end et følge bestående af mænd alene. Undervejs genfandt pigen også sin bror Cameahwait, der var høvding for en gruppe shoshoner. Takket være Sacagawea blev ekspeditionen i stand til at købe heste fra shoshonerne til den videre rejse.
Clark havde desuden sin slave York med. Han var meget dygtig til at padle og desuden meget stærk. At han var sort forvirrede indianerne. Nogle prøvede at gnide farven af hans hud.
Den 12. november 1806 nåede ekspeditionen omsider til Stillehavet. Lewis og Clark kortlagde ruten og tog hjem ad nogenlunde samme vej, som de var kommet. I Seaside i staten Oregon blev der rejst en statue af Lewis, Clark og slaven York. Statuen er nu fjernet.
Lewis og Clark er blandt seværdighederne på American Museum Of Natural History i New York. Ekspeditionen nåede frem til St. Louis den 23. september 1806 efter at have tilbagelagt omkring 13.000 km.